# Albán Néphadsereg
Az Albán Néphadsereg  (albánul: Ushtria Popullore Shqiptare, UPS) az Albán Szocialista Népköztársaság fegyveres hadereje volt 1944 és 1991 között. Az Albán Néphadsereget a szárazföldi erők, a légierő és a haditengerészet alkották.
A kommunista időszak alatt, amikor az országot Enver Hoxha vezetésével egy szocialista diktatúra irányította. A hadsereg fő feladata az ország védelme volt az ideológiai ellenségekkel szemben, legyen szó belső vagy külső fenyegetésekről. 

## Története

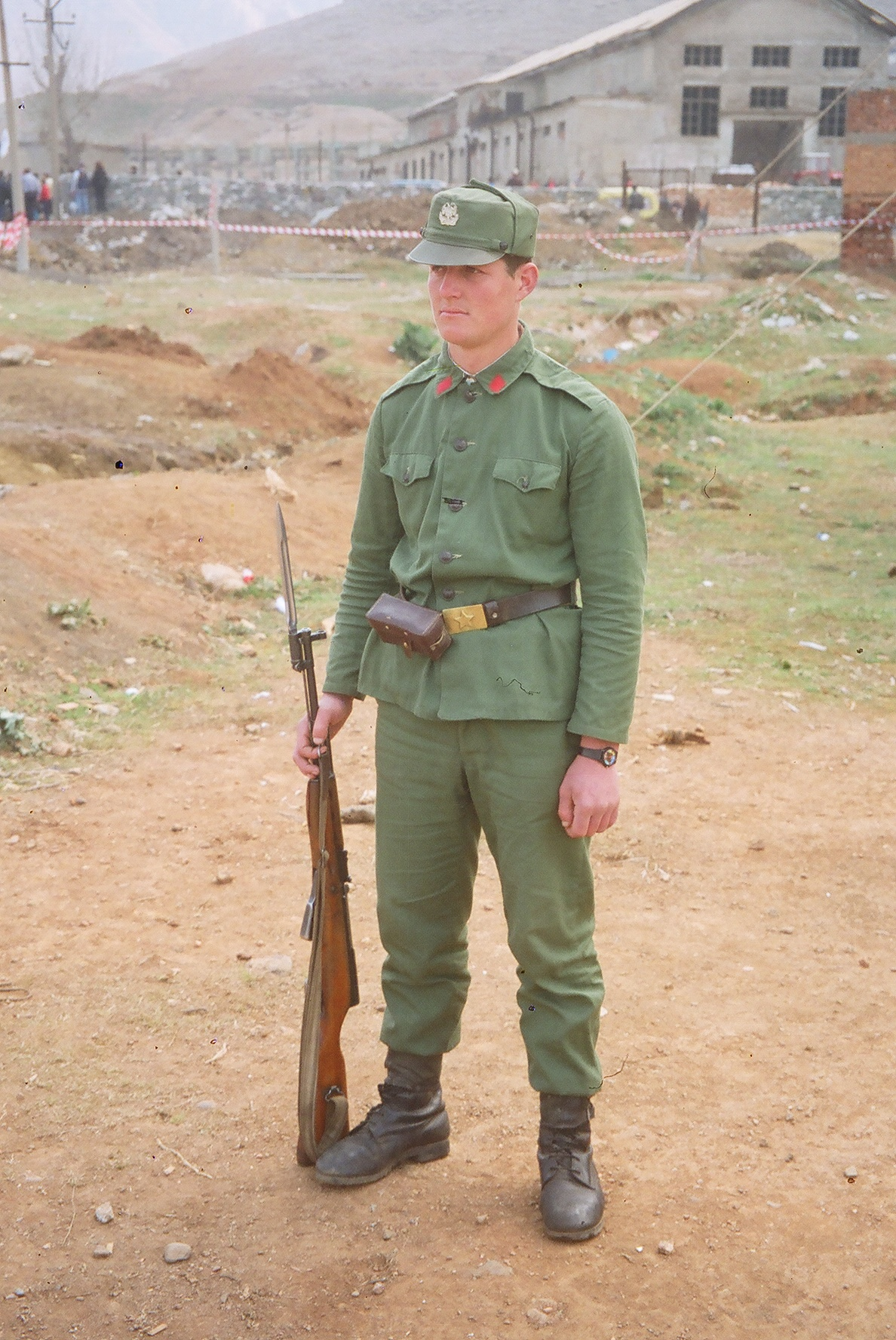
Az Albán Néphadsereg katonája

Az Albán Néphadsereg kialakulása 1944–1946 között kezdődött, amikor Albánia a II. világháborúból felszabadult a német megszállás alól. Ekkor alakult meg a kommunista párt vezetése alatt a Albán Népköztársaság, és hamarosan az ország hadereje is szovjet típusú struktúrát és ideológiát vett fel. Az Albán Néphadsereget kifejezetten a kommunista ideológia alapján szervezték újjá, szovjet támogatással és tanácsadással. Kezdetben a Szovjetunióval ápolt szoros kapcsolatok nagy befolyást gyakoroltak az albán hadseregre mind a fegyverzet, mind a kiképzés terén.
Az 1960-as évek elején azonban Albánia eltávolodott a Szovjetuniótól, mivel Hoxha elítélte Nyikita Hruscsov szovjet főtitkár „revizionizmusát”. A Varsói Szerződésnek formálisan 1968-ig volt a tagja, de már 1962-ben megszűnt az együttműködés a szervezettel. Ezt követően Albánia Kínához fordult, ami a hadsereg újabb átszervezését és a fegyverzet cseréjét jelentette. Az 1970-es évekre Kína is visszahúzódott a támogatástól, így Albánia szinte teljesen elszigetelődött. Ezt követően a hadsereg egyfajta önellátásra és belső önvédelmi rendszerre rendezkedett be, amely a teljes lakosság militarizálására alapult.

### Taktikai és stratégiai jellegzetességek

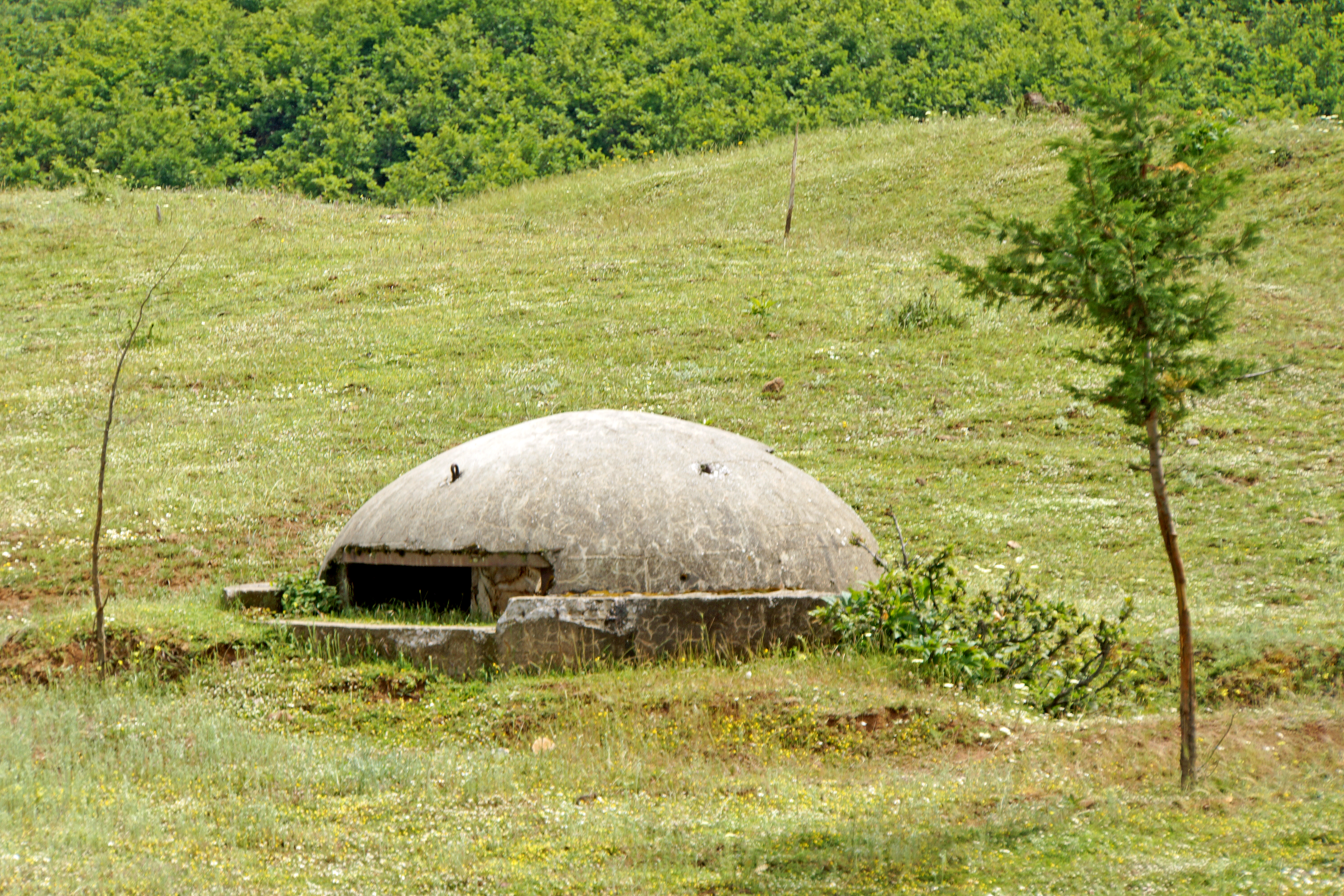
A több százezer katonai bunker egyike

Az Albán Néphadsereg stratégiája nagyban különbözött a nyugati és a keleti blokk országaitól. Enver Hoxha paranoiásan tartott egy esetleges külső inváziótól, ezért védelmi doktrínát vezetett be. A stratégia célja Albánia szuverenitásának megőrzése volt, még akkor is, ha teljesen elzárkózott a külvilágtól. Albánia hadi doktrínája egy "totális népi ellenállásra" épült, amely a lakosság minden tagját hadra foghatóként kezelte. Az ország fegyveres erői szigorúan központosított irányítás alatt álltak, Enver Hoxha és a kommunista párt közvetlen befolyása alatt. A politikai tisztek minden katonai egységben jelen voltak, hogy a lojalitást és a kommunista ideológiát biztosítsák. Az 1960-as évektől kezdve a bunkerépítés a védelmi stratégia kulcsfontosságú elemévé vált. Az albán néphadsereg az ország teljes területén betonbunkereket épített, amelyek célja az ország védelme és az ellenállási képesség növelése volt.

### A hadsereg bukása és feloszlatása
A hidegháború végével, 1991-ben a kommunista rendszer összeomlott Albániában, és ezzel az Albán Néphadsereg is megszűnt. Az ország új, demokratikus kormánya reformokat indított, és a fegyveres erőket átalakították. A bunkerek nagy része ma is látható az országban, mint a kommunista rezsim öröksége. Ennek ellenére a fegyveres erők modernizációja lezajlott és az Albán hadsereg 2009-ben csatlakozott a NATO-hoz.

## Jellemzői és felépítése
Az Albán Néphadsereg felépítése és szervezete a kommunista ideológia és a szovjet minták alapján jött létre. Néhány jellemzője:
- Militarizált társadalom: Az ország vezetése úgy gondolta, hogy minden állampolgárnak részt kell vennie a nemzet védelmében. Az „egész Albánia egy erőd” koncepció jegyében nagyszabású bunkerrendszert építettek ki, amely az ország szinte minden részére kiterjedt. Ennek eredményeként több mint 170 ezer bunker épült szerte Albániában, de egyes feltételezések szerint a számuk meghaladja a 750 ezret.[8]

- Széleskörű katonai kiképzés: A polgárok számára kötelező katonai szolgálatot írtak elő, és a civil lakosság nagy részét folyamatosan kiképezték fegyverhasználatra, hogy szükség esetén hadba hívhatók legyenek. Az iskolákban és munkahelyeken rendszeres katonai gyakorlatokat tartottak.

- Önvédelem és gerillaharc: Az ország kis méretű és technológiai hátránya miatt az albán hadsereg a gerillaharcászatot és a lokális önvédelmet helyezte előtérbe. Enver Hoxha elképzelése szerint egy esetleges megszállás során az albán nép hosszú távú ellenállást fejtene ki a betolakodókkal szemben.

- Fegyverzet és felszerelés: Az albán hadsereg jelentős része szovjet fegyvereket használt az 1950-es években, majd a kínai kapcsolatok miatt átvette a kínai gyártmányú fegyvereket. A szovjet gyártmányú BTR–40 páncélozott szállító jármű, a T–34 és T–54/55 harckocsik mellett a kínai 62-es típusú harckocsi is használatban volt. A hadsereg felszerelése jellemzően elavult volt és az 1970-es évektől kezdve egyre kevesebb modern eszközt szereztek be.[9]

## Összefoglalás
Az Albán Néphadsereg tehát egy ideológiailag erősen kontrollált, elszigetelt és militarizált haderő volt, amely a népi ellenállásra és a teljes lakosság részvételére alapozott. A katonai stratégiát a félelem vezérelte, hogy Albánia ellenségei bármikor megtámadhatják az országot. Enver Hoxha paranoiás politikája miatt Albánia Európa egyik legelszigeteltebb államává vált, amely máig érezhető hatással van az albán társadalomra és infrastruktúrára.